# Phrynus garridoi
Phrynus garridoi är en spindeldjursart som beskrevs av Armas 1994. Phrynus garridoi ingår i släktet Phrynus och familjen Phrynidae. Inga underarter finns listade i Catalogue of Life.